# Darlington
Darlington este un oraș și în partea de NE a Regatului Unit, în comitatul Durham, pe Tees.

## Sport
În oraș activează echipa de fotbal Darlington F.C. și cea de rugby Darlington Mowden Park R.F.C.. Stadionul Darlington Arena, pe care își desfășoară meciurile de acasă echipa de fotbal are o capacitate de 25.000 locuri.